# Ceratodrilus thysanosomus
Ceratodrilus thysanosomus är en ringmaskart som beskrevs av Hall 1914. Ceratodrilus thysanosomus ingår i släktet Ceratodrilus och familjen Cambarincolidae. Inga underarter finns listade i Catalogue of Life.